# OHL 2019/20
Die OHL-Saison 2019/20 war die 40. Spielzeit der Ontario Hockey League. Die reguläre Saison begann am 19. September 2019 und sollte am 22. März 2020 enden. Im Anschluss waren die Playoffs um den J. Ross Robertson Cup geplant, jedoch wurde der Spielbetrieb aufgrund der Pandemie des Corona-Virus am 12. März 2020 unterbrochen. Schließlich verkündete die Canadian Hockey League am 23. März 2020, dass die Spielzeiten von OHL, LHJMQ und WHL endgültig abgebrochen werden und auch der anschließende Memorial Cup nicht stattfindet.

## Reguläre Saison

### Platzierungen
Abkürzungen: GP = Spiele, W = Siege, L = Niederlagen, OTL = Niederlage nach Overtime, SOL = Niederlage nach Shootout, GF = Erzielte Tore, GA = Gegentore, Pts = Punkte

Erläuterungen:   = Division-Sieger,  = Hamilton-Spectator-Trophy-Gewinner

#### Eastern Conference
|                        | GP | W  | L  | OTL | SOL | GF  | GA  | Pts |
| ---------------------- | -- | -- | -- | --- | --- | --- | --- | --- |
| Ottawa 67’s            | 62 | 50 | 11 | 0   | 1   | 296 | 164 | 101 |
| Sudbury Wolves         | 63 | 34 | 27 | 1   | 1   | 259 | 240 | 70  |
| Peterborough Petes     | 62 | 37 | 21 | 2   | 2   | 250 | 198 | 78  |
| Oshawa Generals        | 62 | 31 | 20 | 6   | 5   | 229 | 227 | 73  |
| Barrie Colts           | 63 | 29 | 28 | 4   | 2   | 220 | 261 | 64  |
| Mississauga Steelheads | 61 | 27 | 29 | 4   | 1   | 223 | 227 | 59  |
| Hamilton Bulldogs      | 62 | 24 | 30 | 7   | 1   | 235 | 267 | 56  |
| Kingston Frontenacs    | 62 | 19 | 39 | 2   | 2   | 198 | 285 | 42  |
| Niagara IceDogs        | 63 | 18 | 39 | 5   | 1   | 194 | 320 | 42  |
| North Bay Battalion    | 62 | 17 | 41 | 4   | 0   | 189 | 314 | 38  |

#### Western Conference
|                             | GP | W  | L  | OTL | SOL | GF  | GA  | Pts |
| --------------------------- | -- | -- | -- | --- | --- | --- | --- | --- |
| London Knights              | 62 | 45 | 15 | 1   | 1   | 265 | 187 | 92  |
| Saginaw Spirit              | 62 | 41 | 16 | 3   | 2   | 289 | 225 | 87  |
| Kitchener Rangers           | 63 | 40 | 16 | 5   | 2   | 264 | 213 | 87  |
| Flint Firebirds             | 63 | 40 | 21 | 1   | 1   | 274 | 243 | 82  |
| Windsor Spitfires           | 62 | 34 | 20 | 8   | 0   | 256 | 233 | 76  |
| Guelph Storm                | 63 | 32 | 23 | 3   | 5   | 218 | 209 | 72  |
| Owen Sound Attack           | 62 | 30 | 24 | 4   | 4   | 235 | 207 | 68  |
| Erie Otters                 | 63 | 26 | 26 | 4   | 7   | 229 | 236 | 63  |
| Sault Ste. Marie Greyhounds | 64 | 29 | 31 | 3   | 1   | 253 | 257 | 62  |
| Sarnia Sting                | 62 | 22 | 34 | 5   | 1   | 244 | 299 | 50  |

### Beste Scorer
Abkürzungen: GP = Spiele, G = Tore, A = Assists, Pts = Punkte, +/− = Plus/Minus, PIM = Strafminuten; Fett: Bestwert
| Spieler            | Team                            | GP | G  | A  | Pts | +/– | PIM |
| ------------------ | ------------------------------- | -- | -- | -- | --- | --- | --- |
| Marco Rossi        | Ottawa 67’s                     | 56 | 39 | 81 | 120 | +69 | 40  |
| Cole Perfetti      | Saginaw Spirit                  | 61 | 37 | 74 | 111 | +49 | 16  |
| Connor McMichael   | London Knights                  | 52 | 47 | 55 | 102 | +32 | 26  |
| Philip Tomasino    | Niagara IceDogs Oshawa Generals | 62 | 40 | 60 | 100 | +7  | 32  |
| Arthur Kaliyev     | Hamilton Bulldogs               | 57 | 44 | 54 | 98  | −7  | 28  |
| Pawel Gogolew      | Guelph Storm                    | 63 | 45 | 51 | 96  | +24 | 66  |
| Joseph Garreffa    | Ottawa 67’s                     | 52 | 36 | 54 | 90  | +48 | 2   |
| Jack Quinn         | Ottawa 67’s                     | 62 | 52 | 37 | 89  | +48 | 32  |
| Austen Keating     | Ottawa 67’s                     | 58 | 32 | 57 | 89  | +58 | 10  |
| Nicholas Robertson | Peterborough Petes              | 46 | 55 | 31 | 86  | +29 | 40  |

### Beste Torhüter
Die kombinierte Tabelle zeigt die jeweils drei besten Torhüter in den Kategorien Gegentorschnitt und Fangquote sowie die jeweils Führenden in den Kategorien Shutouts und Siege.
Abkürzungen: GP = Spiele, Min = Eiszeit (in Minuten), W = Siege, L = Niederlagen, OTL = Overtime/Shootout-Niederlagen, GA = Gegentore, SO = Shutouts, Sv% = gehaltene Schüsse (in %), GAA = Gegentorschnitt; Fett: Bestwert; Sortiert nach Gegentorschnitt. Erfasst werden nur Torhüter mit 1632 absolvierten Spielminuten.
| Spieler        | Team              | GP | Min  | W  | L | OTL | GA  | SO | Sv%  | GAA  |
| -------------- | ----------------- | -- | ---- | -- | - | --- | --- | -- | ---- | ---- |
| Brett Brochu   | London Knights    | 42 | 2271 | 32 | 6 | 0   | 91  | 2  | 91,9 | 2,40 |
| Cedrick Andree | Ottawa 67’s       | 43 | 2529 | 32 | 9 | 1   | 102 | 4  | 91,6 | 2,42 |
| Nico Daws      | Guelph Storm      | 38 | 2254 | 23 | 8 | 6   | 93  | 5  | 92,4 | 2,48 |
| Jacob Ingham   | Kitchener Rangers | 46 | 2739 | 33 | 8 | 5   | 135 | 2  | 91,7 | 2,96 |

## Auszeichnungen

### All-Star-Teams
| First All-Star-Team |                                                   |
| Angriff:            | Arthur Kaliyev – Nicholas Robertson – Marco Rossi |
| Verteidigung:       | Jamie Drysdale – Noel Hoefenmayer                 |
| Tor:                | Nico Daws                                         |
| Trainer:            | André Tourigny                                    |

| Second All-Star-Team |                                                    |
| Angriff:             | Joseph Garreffa – Connor McMichael – Cole Perfetti |
| Verteidigung:        | Kevin Bahl – Thomas Harley                         |
| Tor:                 | Jacob Ingham                                       |
| Trainer:             | Dale Hunter                                        |

| Third All-Star-Team |                                                |
| Angriff:            | Quinton Byfield – Pawel Gogolew – Sean Josling |
| Verteidigung:       | Ryan Merkley – Alec Regula                     |
| Tor:                | Iwan Proswetow                                 |
| Trainer:            | Cedrick Andree                                 |

### All-Rookie-Teams
| First All-Rookie-Team |                                                 |
| Angriff:              | Brennan Othmann – Chase Stillman – Shane Wright |
| Verteidigung:         | Brandt Clarke – Ruben Rafkin                    |
| Tor:                  | Brett Brochu                                    |

| Second All-Rookie-Team |                                                |
| Angriff:               | Martin Chromiak – Mason McTavish – Oliver Suni |
| Verteidigung:          | Paul Christopoulos – Mitchell Smith            |
| Tor:                   | Joe Vrbetic                                    |

### Vergebene Trophäen
| Auszeichnung                                  | Auszeichnung                | Team                |
| --------------------------------------------- | --------------------------- | ------------------- |
| J. Ross Robertson Cup                         | J. Ross Robertson Cup       | nicht vergeben      |
| Hamilton Spectator Trophy                     | Hamilton Spectator Trophy   | Ottawa 67’s         |
| Bobby Orr Trophy                              | Bobby Orr Trophy            | nicht vergeben      |
| Wayne Gretzky Trophy                          | Wayne Gretzky Trophy        | nicht vergeben      |
| Emms Trophy                                   | Emms Trophy                 | Sudbury Wolves      |
| Leyden Trophy                                 | Leyden Trophy               | Ottawa 67’s         |
| Holody Trophy                                 | Holody Trophy               | London Knights      |
| Bumbacco Trophy                               | Bumbacco Trophy             | Saginaw Spirit      |
| Auszeichnung                                  | Spieler                     | Team                |
| Red Tilson Trophy                             | Marco Rossi                 | Ottawa 67’s         |
| Eddie Powers Memorial Trophy                  | Marco Rossi                 | Ottawa 67’s         |
| Matt Leyden Trophy                            | André Tourigny              | Ottawa 67’s         |
| Jim Mahon Memorial Trophy                     | Arthur Kaliyev              | Hamilton Bulldogs   |
| Max Kaminsky Trophy                           | Noel Hoefenmayer            | Ottawa 67’s         |
| Jim Rutherford Trophy                         | Nico Daws                   | Guelph Storm        |
| Jack Ferguson Award                           | Ty Nelson                   | North Bay Battalion |
| Dave Pinkney Trophy                           | Cedrick Andree Will Cranley | Ottawa 67’s         |
| Emms Family Award                             | Shane Wright                | Kingston Frontenacs |
| F. W. „Dinty“ Moore Trophy                    | Brett Brochu                | London Knights      |
| Dan Snyder Memorial Trophy                    | Jacob Ingham                | Kitchener Rangers   |
| William Hanley Trophy                         | Nicholas Robertson          | Peterborough Petes  |
| Leo Lalonde Memorial Trophy                   | Austen Keating              | Ottawa 67’s         |
| Bobby Smith Trophy                            | Cole Perfetti               | Saginaw Spirit      |
| Roger Neilson Memorial Award                  | Jacob Golden                | Erie Otters         |
| Ivan Tennant Memorial Award                   | Logan LeSage                | Owen Sound Attack   |
| Mickey Renaud Captain’s Trophy                | Ty Dellandrea               | Flint Firebirds     |
| Wayne Gretzky 99 Award                        | nicht vergeben              | nicht vergeben      |
| Ken Bodendistel Character Award for Officials | Jason Faist                 |                     |